# Flughafen Saratow

i7
i11
i13
Der Flughafen Saratow (russisch Саратов, IATA-Code: RTW, ICAO-Code: UWSS) liegt auf dem Hügel Sokolow nördlich des Stadtzentrums von Saratow in Russland. Der Flughafen wird von der Gesellschaft JSC Saratov Airlines betrieben. Durch den Entzug der Bewilligung für die Fluggesellschaft ab Mitte Mai 2018 bestand die Gefahr, dass der Flughafen geschlossen würde. Der nächste Verkehrsflughafen ist 75 Kilometer entfernt, ein weiterer 300 km.

## Fluggesellschaften und Ziele
Vom Flughafen Saratow werden die folgenden Verbindungen angeboten. (Stand 15. März 2016)